# Richard O'Brien
Richard Timothy Smith (Cheltenham, Anglaterra, 25 de març de 1942), conegut professionalment com Richard O'Brien, és un actor, escriptor, músic, compositor i presentador de televisió anglo-neozelandès. S'identifica com a tercer gènere i empra el pronom he.
Va escriure l'espectacle musical The Rocky Horror Show el 1973, que s'ha mantingut en producció contínua. També va coescriure el guió juntament amb el director Jim Sharman per a l'adaptació cinematogràfica, The Rocky Horror Picture Show (1975), i va aparèixer a la pantalla com a Riff Raff; la pel·lícula es va convertir en un èxit internacional i ha rebut un gran seguiment com a pel·lícula de culte. O'Brien va coescriure el musical Shock Treatment (1981) i va aparèixer a la pel·lícula com el Dr. Cosmo McKinley.
Va presentar quatre temporades del concurs televisiu The Crystal Maze (1990–1993) per a Channel 4. Va interpretar el paper de veu de Lawrence Fletcher a la sèrie d'animació de Disney Channel Phineas and Ferb (2007–2015), així com les seves dues pel·lícules (Phineas and Ferb the Movie: Across the 2nd Dimension el 2011 i Phineas and Ferb the Movie: Candace Against the Universe el 2020). Les seves altres actuacions inclouen Flash Gordon (1980), Robin of Sherwood (1985), Ever After (1998), Dark City (1998), Dungeons & Dragons (2000) i Jackboots on Whitehall (2010).
Després d'una llarga i exitosa carrera amb seu al Regne Unit, O'Brien va obtenir la doble nacionalitat amb Nova Zelanda el 2011, on va residir a Tauranga.

## Vida personal
En una entrevista del 2009, O'Brien va parlar d'una lluita en curs per conciliar els rols culturals de gènere i es va descriure com a transgènere o "d'un tercer gènere". O'Brien va declarar: "Hi ha un continu entre mascle i femella. Algunes persones estan connectades d'una manera o altra, jo estic entremig." Va exposar-ho en una entrevista del 2013 on va parlar de l'ús d'estrògens durant la dècada anterior, i que es considera un 70% home i un 30% dona. El 2017, va causar polèmica quan va dir que donava suport a les declaracions de Germaine Greer i Barry Humphries que les dones transgènere no són dones reals. Va oferir la seva simpatia a la comunitat trans. En una entrevista de 2020 a The Guardian, O'Brien va afirmar: "Crec que qualsevol persona que decideixi fer el gran pas amb un canvi de sexe mereix ànims i un agraïment. Sempre que estiguin feliços i satisfets, els aplaudeixo fins al meu darrer dia, però mai no pots convertir-te en una dona natural".
El juny de 2010, els mitjans de comunicació van informar que a O'Brien se li havia denegat la ciutadania neozelandesa perquè era massa gran segons els criteris d'immigració del país. Va comentar: "Em construeixen una estàtua i em celebren com a neozelandès, però he de posar-me de genolls i fer tot tipus de coses, i probablement sóc massa gran". La sol·licitud d'O'Brien va semblar obtenir el suport públic i la decisió es va anul·lar més tard en apel·lació. L'agost de 2010, el Dominion Post de Nova Zelanda va informar que se li permetria la residència i possiblement la ciutadania com a cas "excepcional". Segons el Waikato Times, es va registrar oficialment com a ciutadà neozelandès el 14 de desembre de 2011.
O'Brien s'ha casat tres vegades i té tres fills. Ell i l'actriu Kimi Wong es van casar el 4 de desembre de 1971 i van tenir un fill, Linus, el maig de 1972. Té un fill i una filla del seu segon matrimoni amb la dissenyadora Jane Moss, amb qui es va casar el 1983.
El 7 de juliol de 2012, als 70 anys, va proposar-li matrimoni a Sabrina Graf, de 35 anys, natural d'Alemanya, amb qui feia tres anys que sortia. Es van casar el 6 d'abril de 2013 a la seva casa de Katikati, a la badia de Plenty (Nova Zelanda).

## Filmografia
| Any             | Títol                                                    | Rol                           | Notes                                             |
| --------------- | -------------------------------------------------------- | ----------------------------- | ------------------------------------------------- |
| 1965            | Carry On Cowboy                                          | especialista                  | Pel·lícula                                        |
| 1966            | The Fighting Prince of Donegal                           | especialista                  | Pel·lícula                                        |
| 1967            | Casino Royale                                            | especialista                  | Pel·lícula                                        |
| 1971            | Joc de tres (Zee and Co.)                                | convidat a la festa           | Pel·lícula                                        |
| 1972            | Four Dimensions of Greta                                 | degenerat                     | Pel·lícula                                        |
| 1975            | The Rocky Horror Picture Show                            | Riff Raff                     | Pel·lícula. També coguionista i compositor.       |
| 1975            | Caribe                                                   | General Desmond               | Sèrie de televisió. 1 episodi.                    |
| 1977            | Jubilee                                                  | John Dee                      | Pel·lícula                                        |
| 1977            | The Contraption                                          | The Man                       | Curtmetratge                                      |
| 1977            | Playhouse                                                | Dave Head                     | Sèrie de televisió                                |
| 1977            | Premiere                                                 | Reporter                      | Sèrie de televisió. També guionista en 1 episodi. |
| 1978            | The Odd Job                                              | Batch                         | Pel·lícula                                        |
| 1979            | The Dick Francis Thriller: The Racing Game               | Cowboy                        | Sèrie de televisió. 1 episodi.                    |
| 1980            | The Kids Who Knew Too Much                               | Commissioner Avery            | Telefilm                                          |
| 1980            | Flash Gordon                                             | Fico                          | Pel·lícula                                        |
| 1981            | Shock Treatment                                          | Dr. Cosmo McKinley            | Pel·lícula. També coguionista i compositor.       |
| 1981            | The Rocky Horror Treatment                               | Ell mateix                    | Documental                                        |
| 1983            | Digital Dreams                                           | Partige the Surrey Servant    | Pel·lícula. També guionista.                      |
| 1985            | Revolució (Revolution)                                   | Lord Hampton                  | Pel·lícula                                        |
| 1985            | Robin of Sherwood                                        | Gulnar                        | Sèrie de televisió. Personatge habitual.          |
| 1986            | Roland Rat: The Series                                   | Ell mateix                    | Sèrie de televisió. Convidat especial, episodi 8  |
| 1989            | The Wolves of Willoughby Chase                           | James                         | Pel·lícula                                        |
| 1989            | Rushton's Illustrated                                    | Ell mateix                    | Sèrie de televisió. 5 episodis.                   |
| 1990-1993, 2016 | The Crystal Maze                                         | Presentador                   | Concurs televisiu                                 |
| 1991            | Mystery Train                                            | Presentador                   | Sèrie de televisió                                |
| 1993            | Full Stretch                                             | Ell mateix                    | Sèrie de televisió. 2 episodis.                   |
| 1994            | The Ink Thief                                            | The Ink Thief                 | Programa de televisió                             |
| 1995            | The Detectives                                           | Dr. Phibes / Police Mortician | Sèrie de televisió. 2 episodis.                   |
| 1995            | The Car's the Star                                       | Silver Cloud Owner            | Sèrie de televisió. 1 episodi.                    |
| 1997            | Spiceworld: La pel·lícula (Spice World)                  | Damien                        | Pel·lícula                                        |
| 1998            | Ever After                                               | Pierre Le Pieu                | Pel·lícula                                        |
| 1998            | Dark City                                                | Mr. Hand                      | Pel·lícula                                        |
| 1999            | Don't Stop Me Now                                        | Ell mateix                    | Telefilm                                          |
| 2000            | Dracs i Masmorres (Dungeons & Dragons)                   | Xilus                         | Pel·lícula                                        |
| 2000            | The Mumbo Jumbo                                          | Archie                        | Pel·lícula                                        |
| 2000            | Rocky Horror 25: Anniversary Special                     | Ell mateix                    | Especial de televisió                             |
| 2001            | Elvira's Haunted Hills                                   | Lord Vladimere Hellsubus      | Pel·lícula                                        |
| 2005            | The Perfect Scary Movie                                  | Ell mateix                    | Documental de televisió                           |
| 2006            | The Ten Commandments                                     | Anander                       | Minisèrie de televisió. 2 episodis.               |
| 2007            | Urban Gothic                                             | Thin Man                      | Sèrie de televisió. 1 episodi.                    |
| 2007-2015       | Phineas and Ferb                                         | Lawrence Fletcher             | Sèrie de televisió. Veu.                          |
| 2008            | Richard O'Brien's Dead Strange                           | Presentador                   | Sèrie documental                                  |
| 2009            | Night Train                                              | Mrs Froy                      | Pel·lícula                                        |
| 2009            | Tales of the Fourth Dimension                            | Senyor del Temps              | Pel·lícula                                        |
| 2010            | Jackboots on Whitehall                                   | Himmler                       | Pel·lícula. Veu.                                  |
| 2011            | Phineas and Ferb the Movie: Across the 2nd Dimension     | Lawrence Fletcher             | Pel·lícula. Veu.                                  |
| 2011            | The British Guide to Showing Off                         | Ell mateix                    | Documental                                        |
| 2011            | Mongrels                                                 | Zombie Dog                    | Sèrie de televisió. Veu; temporada 2, episodi 2   |
| 2013            | Justin and the Knights of Valour                         | Innkeeper / Baker             | Pel·lícula. Veu.                                  |
| 2013            | The Last Impresario                                      | Ell mateix                    | Pel·lícula                                        |
| 2015            | DNA Detectives                                           | Presentador                   | Sèrie de televisió                                |
| 2016            | Manor Hunt Ball                                          | Oncle Felix                   | Pel·lícula                                        |
| 2017            | The Stolen                                               | Mr. Russell                   | Pel·lícula                                        |
| 2017            | The Barefoot Bandits                                     | Varney                        | Sèrie de televisió. Veu.                          |
| 2020            | Phineas and Ferb the Movie: Candace Against the Universe | Lawrence Fletcher             | Pel·lícula. Veu.                                  |
| 2020            | Midnight Movie Macabre                                   | Ell mateix                    | Programa de televisió. 1 episodi.                 |

## Teatre
O'Brien ha actuat en diverses ocasions al teatre, també. Abans de començar amb els musicals, l'any 1969 va interpretar diversos personatges a l'obra Gulliver's Travels, al Mermaid Theatre de Londres. L'any següent va fer la gira per tot el Regne Unit amb el musical Hair amb el paper de Woof Daschund, i el 1972 va arribar el torn de Jesus Christ Superstar, al West End. El 1973 va treballar al The Royal Court Theatre Upstairs en les obres The Unseen Hand i The Rocky Horror Show; aquesta darrera, on feia de Riff Raff, també la va escriure i compondre, i l'èxit els va dur també al Belasco Theatre de Nova York. El 1975 va ser l'any de And They Used to Star In Movies (Soho Theatre) i The Tooth of Crime (The Royal Court Theatre), que precediren a T. Zee and the Lost Race (The Royal Court Theatre Upstairs) l'any següent i a Disaster el 1978, les quals també van ser escrites i compostes per O'Brien.
Després d'un període sense pujar als escenaris, el 1986 va interpretar Mushnick al London University Theatre amb Little Shop of Horrors, a la qual seguí el musical Then News aquell mateix any al Windmill Theatre. Deu anys més tard, va tornar a escriure i interpretar, aquesta vegada amb l'obra Disgracefully Yours, que va ser representada als teatres Comedy Theatre London (Londres) i The Bottom Line (Nova York). Del 2004 al 2005 va tornar a ser dalt dels escenaris amb Chitty Chitty Bang Bang al West End, on repetiria l'any 2007. Entremig, el 2006, va actuar a Snow White fent de mirall (Milton Keynes Theatre) i a Dirty Dancing en el rol de Bobbie (West End), així com al The Royal Court Theatre Upstairs fent d'ell mateix en l'obra de tribut The Rocky Horror Tribute Show.
Amb The Stripper, el 2009, va tornar a escriure, compondre i actuar en la mateixa obra, representada al Queen's Theatre (Hornchurch, Londres). El 2012 va actuar al Hamilton Founders Theatre, a Hamilton (Nova Zelanda), amb les produccions Oliver! i It's Party Time with Richard O'Brien, i l'any 2015 va tornar als escenaris del West End amb Rocky Horror Show Live.

## Discografia

### Senzills
- 1973: "Merry Christmas Baby" (Kimi and Ritz)[23]
- 1973: "Eddie" (Richard O'Brien)
- 1974: "Merry Christmas Baby (DJ version)" (Kimi and Ritz) – Epic Records[23]
- 1974: "I Was In Love With Danny (But The Crowd Was In Love With Dean)" (Kimi and Ritz)[23]
- 1975: "Pseud's Corner" (Richard O'Brien)
- 1975: "Liebesträume" (Franz Liszt/Richard O'Brien) (interpretada per Kimi and Ritz)
- 1975: "There's a Light" (Kimi and Ritz)[23]

### Àlbums
- 1999: Absolute O'brien (1999) (Oglio Records)[24]

### Bandes sonores i gravacions del repartiment
- 1973: The Rocky Horror Show (Repartiment original de Londres)
- 1975: The Rocky Horror Picture Show
- 1981: Shock Treatment

## Guardons
Premis
- 1998: Premi Teddy al Festival Internacional de Cinema de Berlín (per The Rocky Horror Picture Show)[25]
- 2000: Premi Gaylactic Spectrum (per The Rocky Horror Picture Show)[26]

Nominacions
- 1974: Grammy al millor àlbum de teatre musical (per The Rocky Horror Show)[27]
- 1999: Premi Fangoria Chainsaw al millor actor secundari (per Dark City)
- 2001: Premi Tony a la millora reestrena de musical (per The Rocky Horror Show)[28]